# 잠 (2023년 영화)
"잠"(영어: Sleep)은 2023년 개봉한 대한민국의 공포 미스터리 영화이다. 유재선의 장편 데뷔작이며 그가 각본 역시 맡았다. 제76회(2023년) 칸 영화제 비평가주간에서 전 세계 최초로 공개되었다.

## 시놉시스
행복한 신혼부부 ‘현수’(이선균 분)와 ‘수진’(정유미 분).
어느 날, 옆에 잠든 남편 ‘현수’가 이상한 말을 중얼거린다.
“누가 들어왔어”
그날 이후, 잠들면 마치 다른 사람처럼 변하는 ‘현수’.
깨어나면 아무것도 기억하지 못하는 ‘현수’는 잠들면 가족들을 해칠까 두려움을 느끼고
‘수진’은 매일 잠드는 순간 시작되는 끔찍한 공포 때문에 잠들지 못한다.
치료도 받아보지만 ‘현수’의 수면 중 이상 행동은 점점 더 위험해져가고
‘수진’은 곧 태어날 아이까지 위험에 빠질지도 모른다는 생각에 갖은 노력을 다해보는데…

## 제작진

### 연출 & 각본
- 유재선 : ( 영화 《은밀하게 위대하게》(연출부), 영화 《영상편지》(감독&주연&편집&각본), 영화 《옥자》(연출부), 영화 《신과함께 : 죄와 벌》(음향), 영화 《버닝》(자막번역), 영화 《신과함께: 인과 연》(음향), 영화 《부탁》(감독), 영화 《메기》(영문번역 감수) 등 )

## 주연
- 정유미 : 정수진 역

- 이선균 : 오현수 역

## 조연
- 김금순 : 해궁 할매 역

- 이동찬 : 박춘기 할아버지 역

## 특별출연
- 김국희 : 박민정 역

- 이경진 : 수진의 어머니 역

- 윤경호 : 정신과 의사 역

## 단역
- 박현정 : 수면클리닉 간호사 역

- 오윤수 : 드라마 오너 딸 역

- 홍하나임 : 정신의 안내데스크 후배 직원 역

- 김준

## 수상 목록
- 2023년 제44회 청룡영화상 여우주연상 (정유미)
- 2024년 제60회 백상예술대상 영화 부문 각본상 (유재선)

## 참고 사항
- 이선균과 정유미는 《첩첩산중》과 《옥희의 영화》, 《우리 선희》에 이어 네 번째로 영화에서 호흡을 맞추게 되었다.

## 같이 보기
- 《우리 선희》 : 이선균과 정유미가 10년 전 출연한 홍상수 감독의 영화.